# Stykkið
Stykkið is een dorp dat behoort tot de gemeente Kvívíkar kommuna in het westen van het eiland Streymoy op de Faeröer. Stykkið heeft 42 inwoners. De postcode is FO 330. Stykkið werd gesticht in het jaar 1845.